# Ultimate Kylie
Ultimate Kylie treći je kompilacijski album australske pjevačice Kylie Minogue. Objavljen je u studenom 2004. Godine u izdanju diskografske kuće Parlophone Records. Ovu kolekciju prethodi kompilacija Greatest Hits iz 1992. godine i kompilacija Hits+ iz 2000. godine. U nekim regijama objavljena je s kontrolom kopiranja.
Album na dva CD-a sažima Minoguein rad sa svih devet albuma koje je do tad objavila uz dvije nove pjesme, "I Believe in You" (koju su napisali Scissor Sisters) i "Giving You Up" (koju je napisao Xenomania). Album je ekskluzivno ponovno objavljen u Australiji kao set od dva CD-a i jednog DVD-a, a tad je ponovno ušao na ljestvicu, i to na 16. mjesto.

## O albumu
Ultimate Kylie Minoguein je treći veći album s najvećim hitovima. Iako nije njena prva kompilacija, Ultimate Kylie je značajan jer je to jedini album na kojem su uključeni i Minogueini snimljeni materijali sa Stock Aitken Watermanom, Deconstruction Recordsom i Parlophone Recordsom. Reklame za album govorile su da će na njemu biti svaki Minoguein singl koji je objavljen u Ujedinjenom Kraljevstvu, ali neki od njih nisu uključeni.
Svejtski hit singlovi koji nedostaju su: "It's No Secret" s albuma Kylie, "Word Is Out", "If You Were with Me Now", "Finer Feelings" s albuma Let's Get to It, "What Kind of Fool (Heard All That Before)" s albuma Greatest Hits, "Where Is the Feeling?"  s albuma Kylie Minogue i "Some Kind of Bliss" s albuma Impossible Princess. Mnogi singlovi objavljeni za vrijeme Minoguenog rada sa Stock Aitken Waterman i Deconstrution Records nosu uključeni na drugi CD da se napravi prostor za njene veće hitove snimljene za vrijeme rada s diskografskom kućom Parlophone.
Japansko izdanje albuma sadržilo je tri dodatne pjesme:  "Turn It into Love", "Can't Get Blue Monday Out of My Head" i "Slow" (Chemical Brothers Remix).
DVD objavljen pod istim imenom sadrži sve Minogueine spotove snimljene do njegovog objavljivanje na CD-ovima. Sadrži i Minogueina izvedba "Can't Get Blue Monday Out of My Head" na dodjeli BRIT Awards 2002. godine.

## Pozadina
Album sadrži dvije nove pjesme,  "I Believe In You" i "Giving You Up", koje su snimljene posebno za objavljivanje albuma Ultimate Kylie. Ostale pjesme izbačene su s albuma Body Language, a uključene u kolekciju. Samo jedn aod tih pjesama, i to "B.P.M.", objavljena je kao b-strana singla  "I Believe in You".  Pjesme "Give Me a Reason" i "I'm Fascinated" trebale su biti uključene u album, ali su izbačene. Obe su napisali Kylie Minogue i "BiffCo".  Postoji i "I Put a Spell on You" za koju EMI/Parlophone navodi da je to jedna od klasičnih jazz snimki s Kylie.
Dok je radila s Xenomaniom, Minogue je snimila pjesmu "Made Of Glass" koja je objavljena kao b-strana singla "Giving You Up". Tijekom snimanja napisali su pjesmu pod imenom "Loving You". Iako nikad nije snimljena, demopjesme procurio je na Internet zajedno s "Everything I Know", demosom snimljenim a Scissor Sisters, odmah nakon objavljivanja albuma Ultimate Kylie.

## Kritički osvrt
Album Ultimate Kylie primio je uglavnom pozitivne recenzije od glazbenih kritičara.

### PopMatters
PopMatters nazvao je album "jednom od najboljih dostupnih kolekcija dance " i dao je albumu 8 od 10 zvjezdica što je odličan status i "skoro najbolji rad dotične izvođačice, ili skoro najbolji rad dotičnog ".

### Allmusic
Stephen Thomas Erlewine je u recenziji za Allmusic izjavio da "Ultimate Kylie živi so svoje naplate" snimke najboljih hitova.

### About.com
Jason Shawahn iz About.com pohvalio je album za uključivanje novih pjesama, za koje osjeća kao da su "skoro najbolje pjesme koje je Kylie snimila ovih godina " i pokazuju je u najboljem izdanju. and show her at her best.

### Stylus Magazine
Neki kritičari nisu bili impresionirani kolekcijom. U recenziji za Stylus Magazine, Mark Edwards nazvao je prvi disk "odvratnim i punim kreštavih pjesama".  U recenziji je rekao da je polovica albuma odvratna i da je ljudi kupuje jer "svatko voli Kylie". Njegova kritika je pored negativnih komentara na Minogueine skladbe iz perioda rada s diskografskim kućama PWL i Deconstruction recordings pohvalio njene hitove s Parlophoneom.

## Uspjeh na top ljestvicama
Ultimate Kylie dospio je na jendo od prvih 10 mjesta u nekoliko država među kojima su i Australija, Njemačka i Ujedinjeno Kraljevstvo. U Ujedinjenom Kraljevstvu album je ostao u na jednom od prvih mjesta 10 tjedana, od kojih je najviše bilo šesto mjesto. Tako je postao Minoguein 10. album koji je dospio na jedno od prvih 10 mjesta te ljestvice. U Ujedinjenom Kraljevstvu prodano je preko milijun primjeraka albuma, a u Australiji preko 280 000 primjeraka. Ukupno je prodano više od 3 milijuna primjeraka albuma. Također, album je dobio trostruku platinastu certifikaciju u Irskoj i jednu platinastu certifikaciju u Belgiji, a zlatnu certifikaciju u Španjolskoj (50 000) i Njemačkoj (100 000). Album je objavljen i u SAD-u, ali nije dospio na ljestvice. Tu je prodano oko 30 000 primjeraka albuma.
U studenom 2006. godine album je ponovno objavljen u Australiji, prije nego što se sljedećeg tjedna popeo na osmo i konačno na sedmo mjesto nakon tog tjedna. Album je dospio na 42. mjesto australske godišnje ljestvice 2004. godine, 38. mjesto 2005. godine i 40. mjesto 2006. godine.

## Popis pjesama
- Disk 1

1. "Better the Devil You Know" s albuma Rhythm of Love – 3:53
2. "The Loco-Motion" s albuma Kylie – 3:14
3. "I Should Be So Lucky" s albuma Kylie – 3:24
4. "Turn It Into Love" s albuma Kylie japanska bonus pjesma
5. "Step Back in Time" s albuma Rhythm of Love – 3:04
6. "Shocked" s albuma Rhythm of Love – 3:09
7. "What Do I Have to Do?" s albuma Rhythm of Love – 3:33
8. "Wouldn't Change a Thing" s albuma Enjoy Yourself – 3:14
9. "Hand on Your Heart" s albuma Enjoy Yourself – 3:51
10. "Especially for You" with Jason Donovan s albuma Ten Good Reasons by Jason Donovan – 3:56
11. "Got to Be Certain" s albuma Kylie – 3:19
12. "Je Ne Sais Pas Pourquoi" s albuma Kylie – 4:01
13. "Give Me Just a Little More Time" s albuma Let's Get to It – 3:06
14. "Never Too Late" s albuma Enjoy Yourself – 3:21
15. "Tears on My Pillow" s albuma Enjoy Yourself – 2:29
16. "Celebration" s albuma Greatest Hits – 4:01

- Disk 2

1. "I Believe in You" nova pjesma  – 3:21
2. "Can't Get You Out of My Head" s albuma Fever – 3:52
3. "Love at First Sight" s albuma Fever – 3:59
4. "Slow" s albuma Body Language – 3:13
5. "On a Night Like This" s albuma Light Years – 3:33
6. "Spinning Around" s albuma Light Years – 3:27
7. "Kids" with Robbie Williams s albuma Light Years – 4:20
8. "Confide in Me" s albuma Kylie Minogue – 4:26
9. "In Your Eyes" s albuma Fever – 3:18
10. "Please Stay" s albuma Light Years – 4:04
11. "Red Blooded Woman" s albuma Body Language – 4:20
12. "Giving You Up" nova pjesma  – 3:30
13. "Chocolate" s albuma Body Language – 4:01
14. "Come Into My World" s albuma Fever – 4:06
15. "Put Yourself in My Place" s albuma Kylie Minogue – 4:11
16. "Did It Again" s albuma Impossible Princess – 4:14
17. "Breathe" s albuma Impossible Princess – 3:40
18. "Where the Wild Roses Grow" s Nickom Caveom s albuma Murder Ballads od Nicka Cavea – 3:57
19. "Can't Get Blue Monday Out of My Head" s albuma Fever japanska
20. "Slow" (Chemical Brothers Remix) s albuma Body Language japanska bonus pjesma

Njemačka inačica ima pjesmu "Your Disco Needs You" (također s albuma Light Years) umjesto "Please Stay".
- Disk 3 (DVD)

1. "I Should Be So Lucky"
2. "Got to Be Certain"
3. "The Loco-Motion"
4. "Je Ne Sais Pas Pourquoi"
5. "Especially for You" s Jasonom Donovanom
6. "Hand on Your Heart"
7. "Wouldn't Change a Thing"
8. "Never Too Late"
9. "Tears on My Pillow"
10. "Better the Devil You Know"
11. "Step Back in Time"
12. "What Do I Have to Do?"
13. "Shocked"
14. "Give Me Just a Little More Time"
15. "Celebration"
16. "Confide in Me"
17. "Put Yourself in My Place"
18. "Where the Wild Roses Grow" s Nickom Caveom
19. "Did It Again"
20. "Breathe"
21. "Spinning Around"
22. "On a Night Like This"
23. "Kids" s Robbiejem Williamsom
24. "Please Stay"
25. "Can't Get You Out of My Head"
26. "In Your Eyes"
27. "Love at First Sight"
28. "Come Into My World"
29. "Slow"
30. "Red Blooded Woman"
31. "Chocolate"
32. "I Believe in You"

Bonus Video
1. "Can't Get Blue Monday Out of My Head" (uživo na dodjeli BRIT nagrada 2002.)

## Singlovi
- "I Believe in You" objavljena je u Ujedinjenom Kraljevstvu 6. prosinca 2004. Godine, a na radijskim postajama mogla se čuti od 19. listopada 2004. godine.  Jake Shears i Babydaddy iz sastava Scissor Sisters mavedeni su kao autori i producenti pjesme. Na singlu je bila i B-strana nazvana "B.P.M." koja je snimljena za album Body Language, ali nije uključena u njega. "I Believe in You" dospjela je na drugo mjesto u Ujdinjenom Kraljevstvu. Ispred nje bila je pjesma "Do They Know It's Christmas?" od sastava Band Aid. U prosincu 2005. godine Minogue je za pjemsu dobila svoju četvrtu nominaciju za nagradu Grammy u kategoriji najbolja dance snimka (Best Dance Recording).
- "Giving You Up" objavljena je kao singl 28. ožujka 2005. godine u Ujedinjenom Kraljevstvu. Dospjela je na 6. mjesto tamošnje ljestvice. B-strana singla bila je pjesma "Made of Glass" koja je dospjela na Internet već u prosincu 2004. godine. I "Giving You Up" i "Made of Glass" napisao je i producirao Xenomania.
- "Made of Glass", iako samo b-strana, bila je jednako popularna kao i "Giving You Up", postala je omiljena obožavateljima i primila je pozornost od australskog radija. Zbog te pozornosti, nekoliko tjedana nakon objavljivanja pjesme, na autralskoj top ljestvici naslov "Made of Glass" pojavio se pored "Giving You Up" kao dupla a-strana.

## Top ljestvice
| Top ljestvica (2004./2005.) | Najviša pozicija |
| --------------------------- | ---------------- |
| Australija                  | 5                |
| Belgija (Flandrija)         | 14               |
| Belgija (Valonija)          | 35               |
| Danska                      | 17               |
| Finksa                      | 24               |
| Irska                       | 9                |
| Nizozemska                  | 37               |
| Novi Zeland                 | 33               |
| Norveška                    | 18               |
| Španjolska                  | 34               |
| Švedska                     | 23               |
| Švicarska                   | 19               |
| Ujedinjeno Kraljevstvo      | 4                |